# Reality Killed the Video Star
Pour les articles homonymes, voir Reality.
Albums de Robbie Williams
Rudebox
(2006) Take The Crown
(2012)
Reality Killed the Video Star est un album de Robbie Williams sorti le 6 novembre 2009, dont le premier single Bodies (en) sort le 12 octobre 2009. 
Le titre de l'album est d'ailleurs un clin d’œil au titre Video Killed the Radio Star, illustre chanson de 1979 des Buggles dont Trevor Horn, le producteur de ce nouvel album, faisait partie.

## Liste des chansons
1. Morning Sun (en)	4:06
2. Bodies (en) 	4:04
3. You Know Me (en) 4:21
4. Blasphemy 4:18
5. Do You Mind? 4:06
6. Last Days of Disco 4:50
7. Somewhere 1:01
8. Deceptacon 5:01
9. Starstruck 5:21
10. Difficult for Weirdos 4:29
11. Superblind 4:46
12. Won't Do That 3:38
13. Morning Sun (Reprise) 1:19

## Singles
1. Bodies, sorti le 12 octobre 2009
2. You Know Me, sorti le 7 décembre 2009
3. Morning Sun, sorti en novembre 2009 en France